# Diaptomus muelleri
Diaptomus muelleri is een eenoogkreeftjessoort uit de familie van de Diaptomidae. De wetenschappelijke naam van de soort is voor het eerst geldig gepubliceerd in 1806 door Ferussac.